# Constantin von Zedlitz-Neukirch

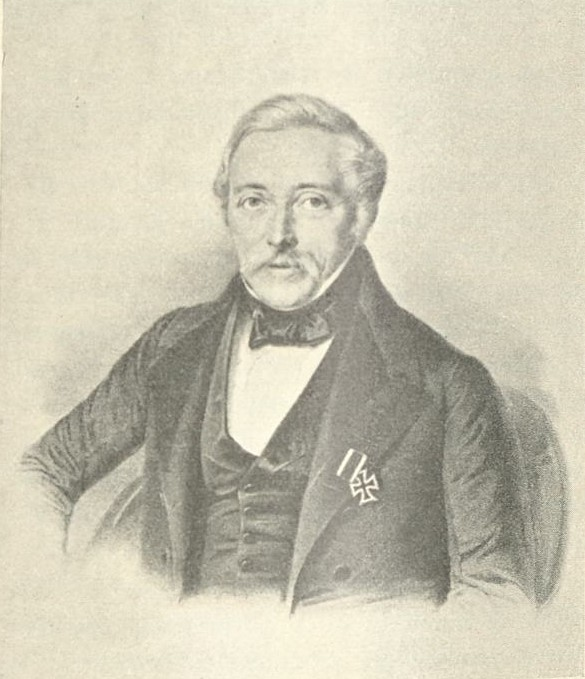
Constantin von Zedlitz-Neukirch

Constantin Freiherr von Zedlitz und Neukirch (* 31. März 1813 in Judendorf, Ostpreußen; † 29. Oktober 1889 in Birgwitz, Landkreis Glatz, Provinz Schlesien) war ein Verwaltungsjurist in Preußen.

## Leben
Seine Eltern waren der königlich-preußische Geheime Regierungsrat Wilhelm von Zedlitz-Neukirch (* 19. Januar 1786; † 30. Januar 1862) und dessen Ehefrau Molly von Kameke (* 11. November 1788; † 9.& April 1860). Wilhelm von Zedlitz-Neukirch und Theodor von Zedlitz-Neukirch waren seine Brüder.

### Werdegang
Er studierte Rechtswissenschaften und war 1834 Auskulator beim Landgericht, dem Inquisitariat und beim Land- und Stadtgericht in Posen. Nach der zweiten juristischen Staatsprüfung wurde er 1836 Regierungsreferendar bei der Regierung in Liegnitz. 1838 erhielt er das Zeugnis der Reife zur Großen Kameralprüfung. 1839 wurde er mit 19 von 30 Stimmen durch die Kreisstände auf den ersten Platz der Vorschlagsliste als Landrat im Kreis Glatz, Schlesien gewählt und im gleichen Jahr ernannt. Von 1856 bis 1861 wirkte er Polizeipräsident von Berlin. Im  Deutsch-Dänischen Krieg wurde Freiherr von Zedlitz und Neukirch 1864 zum preußischen Zivilkommissar im Herzogtum Schleswig ernannt. Als das Herzogtum nach dem  Deutschen Krieg 1866 (mit Holstein und dem Herzogtum Sachsen-Lauenburg) zur Provinz Schleswig-Holstein verschmolzen wurde, diente Freiherr von Zedlitz und Neukirch zwei Jahre als Regierungspräsident im neuen Regierungsbezirk Schleswig. Ab 1868 war er über 17 Jahre Regierungspräsident im Regierungsbezirk Liegnitz in Schlesien.
Er war seit 1839 Herr auf Ober-Schwedeldorf bei Glatz und seit 1845 Herr auf Birgwitz und seit 1858 auf Anteil Schwenz. 1848 bis 1856 war er Landesältester der Grafschaft Glatz und Kurator der Ritterakademie.
1850 bis 1852 und 1879 bis 1885 war er Mitglied der II. Preußischen Kammer bzw. des Preußischen Abgeordnetenhauses. 1850 gehörte er dem Volkshaus des Erfurter Unionsparlamentes an.

### Familie
Er heiratete am 14. August 1839 Freiin Charlotte von Falkenhausen-Trautskirchen (* 14. August 1817; † 5. Dezember 1897), die Tochter des Friedrich Freiherr von Falkenhausen-Trautskirchen aus dem Haus Pischkowitz. Das Paar hatte mehrere Kinder:
- Octavio Wilhelm Friedrich Konrad (* 6. Dezember 1840; † 31. März 1919), Landrat, Mitglied des Reichstages und Mitglied des Preußischen Abgeordnetenhauses
- Konstantin Wilhelm Friedrich (* 20. Juni 1842), Premier-Lieutenant
- Florentine Luise (* 13. Dezember 1844; † 29. Dezember 1905) ⚭ 25. September 1866 Alfons von Zastrow (* 17. August 1834), Regierungsrat in Kiel